# Gnosjö kommun
Gnosjö kommun är en kommun i Jönköpings län. Centralort är tätorten Gnosjö.

## Administrativ historik
Kommunens område motsvarar socknarna: Gnosjö, Kulltorp (del av), Källeryd, Kävsjö och  Åsenhöga. I dessa socknar bildades vid kommunreformen 1862 landskommuner med motsvarande namn.
Vid kommunreformen 1952 bildades storkommunen Gnosjö av de tidigare kommunerna Gnosjö, Källeryd, Kävsjö och Åsenhöga samt en del av Kulltorp.
Gnosjö kommun bildades vid kommunreformen 1971 genom en ombildning av Gnosjö landskommun. 
Kommunen ingick från bildandet till 2005 i  Värnamo domsaga för att från 2005 ingå i Jönköpings domsaga.

## Geografi

### Topografi och hydrografi
Den norra delen av Gnosjö kommun präglas av kuperad terräng med småkullig morän och sjöar i sänkorna. I södra delen är landskapet flackare med sandiga jordar och utsträckta myrområden. Den västra gränsen vid Nissans dalgång uppvisar avsättningar av isälvsmaterial i form av åsar, deltan och terrasser. Flygsandsdyner finns i anslutning till dessa avsättningar, särskilt nordöst om sjön Flaten. Större delen av kommunen är täckt av mager barrskog på grund av det sura gnejsberggrundsunderlaget. Dalgångarna, särskilt runt Flaten och Storåns dalgång, innehåller finkorniga sediment och i vissa fall lera, där de odlade områdena i kommunen ligger.
Nedan presenteras andelen av den totala ytan 2020 i kommunen jämfört med riket.
|  | Bebyggelse (4,9 %) |

|  | Skog (67,4 %) |

|  | Öppen myrmark (9,5 %) |

|  | Jordbruksmark (5,6 %) |

|  | Övrig mark (12,7 %) |

|  | Bebyggelse (3,1 %) |

|  | Skog (68,0 %) |

|  | Öppen myrmark (7,2 %) |

|  | Jordbruksmark (7,4 %) |

|  | Övrig mark (14,3 %) |

### Naturskydd
Store Mosse nationalpark i sydöstra Gnosjö är Sveriges största sammanhängande myrområde söder om Lappland, med Kävsjön som en framstående fågelsjö mitt i området, etablerad 1982.

### Administrativ indelning
Fram till 2016 var kommunen för befolkningsrapportering indelad i fem församlingar: Gnosjö församling, Kulltorps församling (låg även i Värnamo kommun), Källeryds församling, Kävsjö församling och Åsenhöga församling.

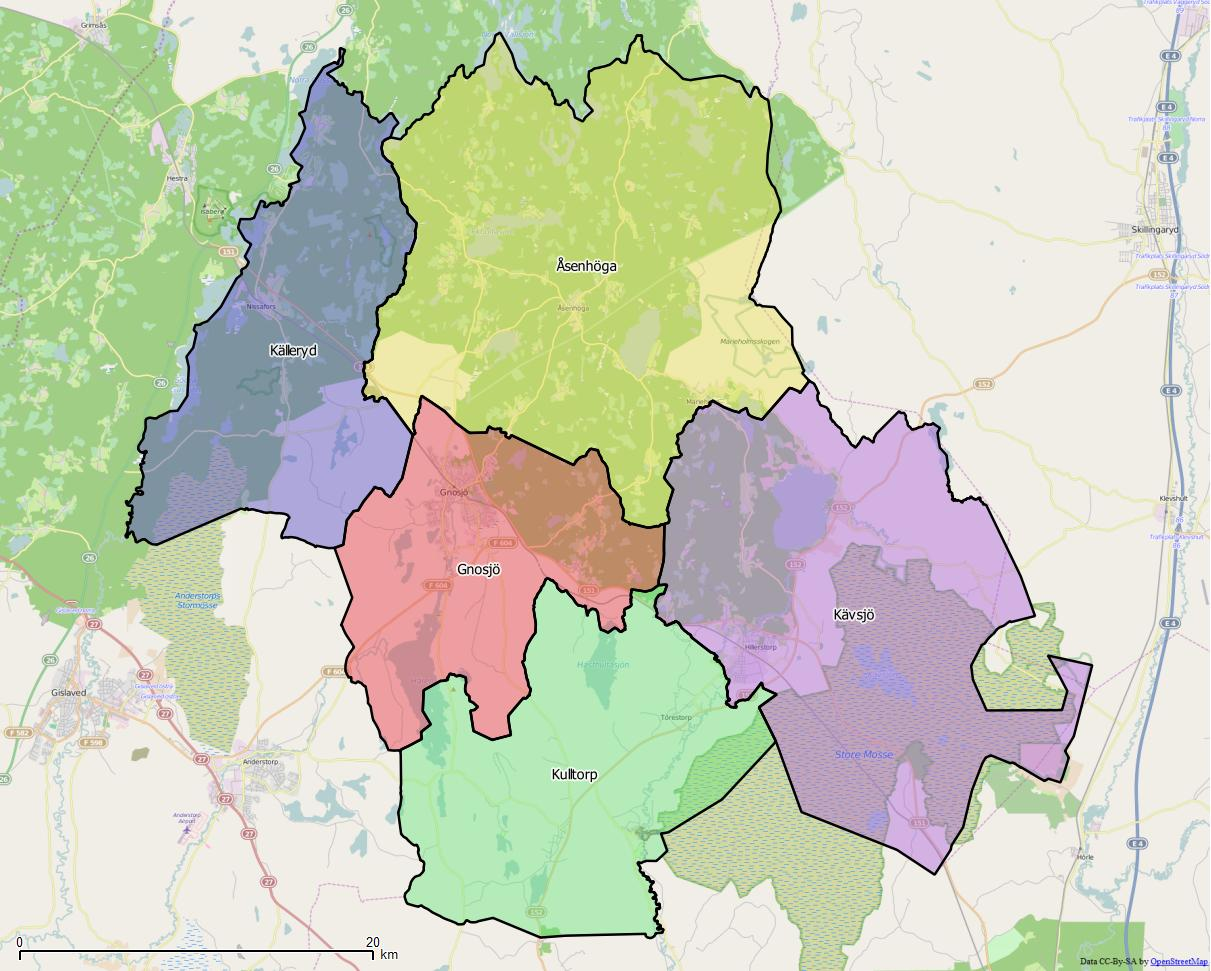
Distrikt (socknar) inom Gnosjö kommun

Från 2016 indelas kommunen istället i fem  distrikt, vilket motsvarar de tidigare socknarna socknar: Gnosjö, Kulltorp (del av), Källeryd, Kävsjö och Åsenhöga.

### Tätorter
Det finns fem tätorter i Gnosjö kommun.
En mindre del av tätorten Lanna ligger också i kommunen, men den tätorten ligger till största delen i Värnamo kommun.
I tabellen presenteras tätorterna i storleksordning per den 31 december 2015 (SCB). Centralorten är i fet stil.
| Nr | Tätort      | Befolkning |
| -- | ----------- | ---------- |
| 1  | Gnosjö      | 4 528      |
| 2  | Hillerstorp | 1 746      |
| 3  | Kulltorp    | 328        |
| 4  | Nissafors   | 273        |
| 5  | Törestorp   | 262        |

## Styre och politik

### Styre
| 1991–1994 | M  | C  | KD | FP |
| 1994–1998 | M  | C  | KD | FP |
| 1998–2002 | KD | M  | C  | FP |
| 2002–2006 | KD | M  | C  | FP |
| 2006–2010 | KD | M  | C  | FP |
| 2010–2014 | M  | KD | C  | FP |
| 2014–2018 | M  | KD | C  | L  |
| 2018–2022 | M  | KD | C  |    |
| 2022–     | M  | KD | C  |    |

### Kommunfullmäktige

#### Presidium
| Presidium 2022–2026    | Presidium 2022–2026 | Presidium 2022–2026 |
| ---------------------- | ------------------- | ------------------- |
| Ordförande             | C                   | Johan Malm          |
| Förste vice ordförande | KD                  | Sofia Svensson      |
| Andre vice ordförande  | S                   | Markus Kauppinen    |

#### Mandatfördelning 1970–2022
| 12 | 3 | 11 | 5 | 3 | 7 |

| 38 |

| 12 | 12 | 5 | 4 | 8 |

| 38 |

|  | 12 | 11 | 5 | 4 | 8 |

| 37 |

|  | 12 | 9 | 6 | 5 | 8 |

| 35 | 6 |

|  | 13 | 8 | 5 | 5 | 9 |

| 33 | 8 |

|  | 12 | 7 | 7 | 4 | 10 |

| 36 |

|  | 13 |  | 6 | 5 | 5 | 10 |

| 33 | 8 |

|  | 11 |  | 6 | 4 | 6 | 12 |

| 31 | 10 |

| 13 |  |  |  | 6 | 4 | 5 | 10 |

| 28 | 13 |

| 11 |  | 2 | 4 | 3 | 12 | 8 |

| 28 | 13 |

| 13 |  | 5 | 3 | 12 | 7 |

| 25 | 16 |

| 10 |  |  | 5 | 2 | 8 | 8 |

| 20 | 15 |

| 11 | 3 | 4 | 2 | 7 | 8 |

| 23 | 12 |

| 12 |  | 5 | 3 |  | 6 | 7 |

| 23 | 12 |

|  | 11 | 6 | 4 | 5 | 8 |

| 23 | 12 |

|  | 9 | 6 | 5 | 6 | 8 |

| 26 | 9 |

### Nämnder

#### Kommunstyrelse
| Presidium 2023–2026    | Presidium 2023–2026 | Presidium 2023–2026 |
| ---------------------- | ------------------- | ------------------- |
| Ordförande             | M                   | Kristine Hästmark   |
| Förste vice ordförande | KD                  | LarsÅke Magnusson   |
| Andre vice ordförande  | S                   | Camilla Karlsson    |

#### Lista över kommunstyrelsens ordförande
| Namn och parti | Namn och parti      | Period    |
| -------------- | ------------------- | --------- |
| M              | Bernt Östling       | 1991–1994 |
| KD             | Göran Aronsson      | 1995–2002 |
| KD             | Christer Gustafsson | 2003–2006 |
| KD             | LarsÅke Magnusson   | 2007–2010 |
| M              | Arne Ottosson       | 2011–2017 |
| M              | Kristine Hästmark   | 2017–     |

Källa: 

#### Övriga nämnder
| Nämnd                   | Ordförande | Ordförande             | Vice ordförande | Vice ordförande     | Andre vice ordförande | Andre vice ordförande |
| ----------------------- | ---------- | ---------------------- | --------------- | ------------------- | --------------------- | --------------------- |
| Samhällsbyggnadsnämnden | C          | Jirka Bärnlund Fors    | KD              | Jakob Wendefors     | S                     | Bo-Göran Härestrand   |
| Räddningsnämnden        |            | Gislaveds kommun utser | M               | Kristine Hästmark   |                       |                       |
| Socialutskottet         | KD         | Stefan Lundell         | Ob.             | Marleén Lorenzen    |                       |                       |
| Valnämnden              | M          | Louise Ottosson        | S               | Bo-Göran Härestrand |                       |                       |
| Revisionen              | S          | Klas-Göran Park        | KD              | Christer Gustafsson |                       |                       |

## Ekonomi och infrastruktur

### Näringsliv
Gnosjö har en lång tradition av industriell företagsamhet, som sträcker sig tillbaka till 1600-talet och präglas av den så kallade "Gnosjöandan". I dag huserar omkring 250 tillverkningsföretag i kommunen, varav de flesta har färre än 25 anställda. Huvuddelen av industrin är koncentrerad inom metall- och träindustrisektorerna. Moderniseringen av industristrukturen har drivits framåt genom etablering av lokala investmentbolag samt Gnosjöandans Kunskapscentrum. Imponerande nog sysselsätter tillverkningsindustrin hela 55 procent av den förvärvsarbetande befolkningen, vilket är tre gånger mer än genomsnittet för hela landet.

### Infrastruktur

#### Transporter
Kommunen genomkorsas av länsvägarna 151 och 152.

## Befolkning

### Demografi

#### Befolkningsutveckling
Kommunen har 9 112 invånare (31 mars 2025), vilket placerar den på 229:e plats avseende folkmängd bland Sveriges kommuner.
| Befolkningsutvecklingen i Gnosjö kommun 1970–2020 | Befolkningsutvecklingen i Gnosjö kommun 1970–2020 | Befolkningsutvecklingen i Gnosjö kommun 1970–2020 | Befolkningsutvecklingen i Gnosjö kommun 1970–2020 | Befolkningsutvecklingen i Gnosjö kommun 1970–2020 |
| ------------------------------------------------- | ------------------------------------------------- | ------------------------------------------------- | ------------------------------------------------- | ------------------------------------------------- |
|                                                   |                                                   |                                                   |                                                   |                                                   |
| År                                                |                                                   |                                                   | Folkmängd                                         |                                                   |
| 1970                                              | 1970                                              |                                                   | 7 680                                             |                                                   |
| 1975                                              | 1975                                              |                                                   | 8 324                                             |                                                   |
| 1980                                              | 1980                                              |                                                   | 9 056                                             |                                                   |
| 1985                                              | 1985                                              |                                                   | 9 175                                             |                                                   |
| 1990                                              | 1990                                              |                                                   | 9 855                                             |                                                   |
| 1995                                              | 1995                                              |                                                   | 10 023                                            |                                                   |
| 2000                                              | 2000                                              |                                                   | 10 280                                            |                                                   |
| 2005                                              | 2005                                              |                                                   | 9 753                                             |                                                   |
| 2010                                              | 2010                                              |                                                   | 9 546                                             |                                                   |
| 2015                                              | 2015                                              |                                                   | 9 514                                             |                                                   |
| 2020                                              | 2020                                              |                                                   | 9 614                                             |                                                   |

#### Invånare efter de vanligaste födelseländerna
Följande länder är de 10 vanligaste födelseländerna för befolkningen i Gnosjö kommun.
| Födelseland 31 december 2021 | Födelseland 31 december 2021     | Födelseland 31 december 2021 | Födelseland 31 december 2021 | Födelseland 31 december 2021 |
| ---------------------------- | -------------------------------- | ---------------------------- | ---------------------------- | ---------------------------- |
| Nr                           | Land                             | Antal                        | Andel                        | Andel i hela riket           |
| 1                            | Sverige                          | 7 092                        | 74,11 %                      | 80,00 %                      |
| 2                            | Vietnam                          | 486                          | 5,08 %                       | 0,21 %                       |
| 3                            | Bosnien och Hercegovina          | 269                          | 2,81 %                       | 0,58 %                       |
| 4                            | Rumänien                         | 211                          | 2,20 %                       | 0,32 %                       |
| 5                            | Somalia                          | 205                          | 2,14 %                       | 0,67 %                       |
| 5                            | Syrien                           | 205                          | 2,14 %                       | 1,88 %                       |
| 7                            | Finland                          | 176                          | 1,84 %                       | 1,31 %                       |
| 8                            | Polen                            | 137                          | 1,43 %                       | 0,91 %                       |
| 9                            | / SFR Jugoslavien/FR Jugoslavien | 61                           | 0,64 %                       | 0,60 %                       |
| 10                           | Thailand                         | 57                           | 0,60 %                       | 0,43 %                       |

## Kultur

### Kommunvapen
Blasonering: I grönt fält två bjälkvis ställda genomgående strängar mellan fem vattenhjul, ordnade två, två och ett, allt av silver.
Vapnet med de fem hjulen utformades av Svenska Kommunalheraldiska Institutet och antogs av Gnosjö landskommun år 1954, men fastställdes aldrig av Kungl. Maj:t. Antalet syftar på de fem socknar, som 1952 bildade landskommunen och själva hjulen på småindustri. 1976 lät kommunen registrera vapnet i PRV.